# Vaux-sur-Poligny
Vaux-sur-Poligny é uma comuna francesa na região administrativa de Borgonha-Franco-Condado, no departamento de Jura. Estende-se por uma área de 1,26 km². Em 2010 a comuna tinha 81 habitantes (densidade: 64,3 hab./km²).